# بنات انساوستي
بنات انساوستي (بالإسبانية: Beñat Intxausti)‏ مواليد 20 مارس 1986 في أموريبايتا-إيتكسانو، إسبانيا، هو دراج إسباني في صنف سباق الدراجات على الطريق.

## سباقات أو مراحل فاز بها
- طواف إيطاليا

## وصلات خارجية
- الموقع الرسمي

## روابط خارجية
- بنات انساوستي على موقع الاتحاد الدولي للدراجات (الإنجليزية)
- بنات انساوستي على موقع أرشيف الدراجات (الإنجليزية)
- بنات انساوستي على موقع إحصائيات الدراجات الإحترافية (الإنجليزية)
- بنات انساوستي على موقع نسبة الدراجات (الإنجليزية)
- بنات انساوستي على موقع CycleBase (الإنجليزية)